# Oscar Van der Molen
Oscar Louis Marie Van der Molen, né le 24 juillet 1850 à Anvers et y décédé le 14 juin 1926 fut un homme politique libéral belge.
Van der Molen fut brasseur; il fut élu conseiller communal de Anvers et sénateur de l'arrondissement d'Anvers.

## Sources
- Liberaal Archief